# Welcome to Hell
Welcome To Hell is het eerste album van Venom. Dit album uit 1981 had veel invloed op extreme metal, vooral voor de opkomende thrashmetal, deathmetal en black metal van de jaren 1980 en jaren 1990.

## Nummers
Alle muziek en teksten zijn geschreven door Tony Bray, Jeff Dunn en Conrad Lant. 
| Nr. | Titel              | Duur |
| --- | ------------------ | ---- |
| 1.  | Sons of Satan      | 3:38 |
| 2.  | Welcome to Hell    | 3:15 |
| 3.  | Schizoid           | 3:34 |
| 4.  | Mayhem with Mercy  | 0:58 |
| 5.  | Poison             | 4:33 |
| 6.  | Live Like an Angel | 3:59 |

| Nr. | Titel                      | Duur |
| --- | -------------------------- | ---- |
| 1.  | Witching Hour              | 3:40 |
| 2.  | One Thousand Days in Sodom | 4:36 |
| 3.  | Angel Dust                 | 2:43 |
| 4.  | In League with Satan       | 3:35 |
| 5.  | Red Light Fever            | 5:14 |